# Симондс, Джон Аддингтон
Джон Аддингтон Симондс  (англ. John Addington Symonds; 5 октября 1840[…], Бристоль — 19 апреля 1893[…], Рим) — английский писатель

, поэт, переводчик, литературный критик, искусствовед, историк литературы и педагог. Представитель викторианского эстетизма. Главное его произведение — «Ренессанс в Италии» (7 томов, 1875—1886). С 1880 года по состоянию здоровья жил в Швейцарии и Италии. 
Одним из первых в Новейшее время выступал в защиту однополой любви (фр. l'amour de l'impossible). Этому предмету посвятил беспрецедентное для своего времени эссе «Одна проблема греческой этики» (A Problem in Greek Ethics, 1873).

## Биография
Родился 5 октября 1840 года в городе Бристоле в семье преуспевающего врача, которого тоже звали Джон Аддингтон (1807–1871). В 1851 году отец купил в пригороде Клифтон палладианскую виллу 1740-х годов — Клифтон-хаус. Там и прошло детство будущего писателя. 

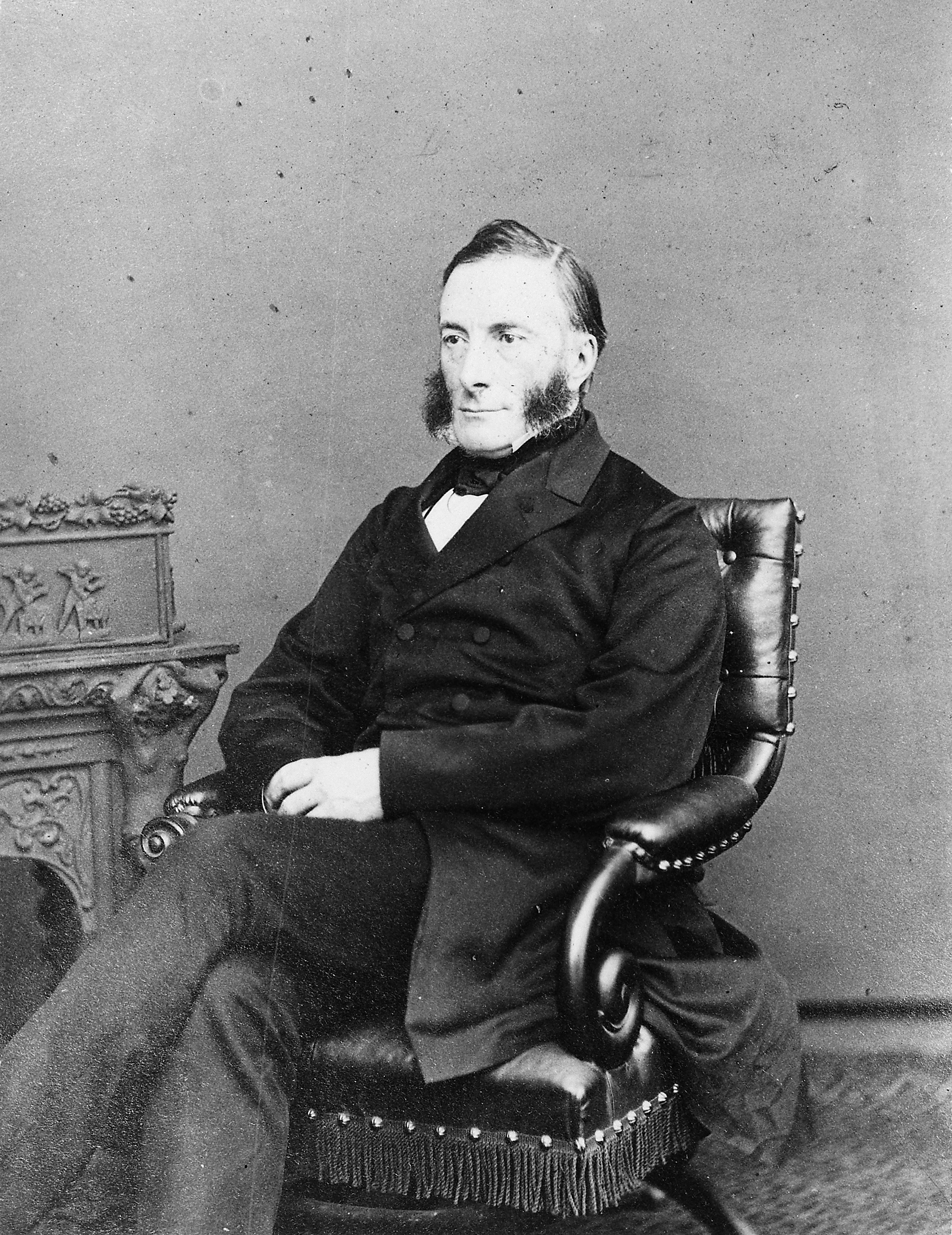
Симондс, Джон Аддингтон (врач) — отец.

Влюбившись в 17 лет в певчего Вилли Дайера, Симондс сорвал на месте их первого поцелуя цветок белой ветреницы, который до конца жизни хранил в томике гомоэротических стихов Феокрита. По настоянию отца впоследствии вынужден был прервать эти платонические отношения (в чём до конца жизни горько раскаивался). Огромное впечатление на него произвело знакомство с гомоэротическими стихами американца  Уитмена, с которым он вступил в переписку.
После окончания престижной школы Харроу продолжил обучение Оксфордском университете. В 1860 году занял первое место на промежуточных экзаменах. За стихотворение «Эскориал» Симондс в том же году получил университетскую премию Ньюдигейта. В 1862 году он получил пятерку по гуманитарным наукам, а в 1863 году стал победителем конкурса канцлера по английскому языку. 
В 1862 году занял место преподавателя в оксфордском колледже Магдалины, который в то время отличался строгими нравами. Там Симондс подружился с юношей по фамилии Шортинг и стал готовить его к поступлению в колледж, однако, когда Симондс отказался рекомендовать Шортинга администрации колледжа, тот подал жалобу, где утверждал, будто Симондс «помог ему ухаживать за певчим Гулденом». Хотя в итоге Симондс и был оправдан по всем пунктам обвинения, ссора оказалась для него настолько неприятной, что он впал в депрессию и уехал в Швейцарию.

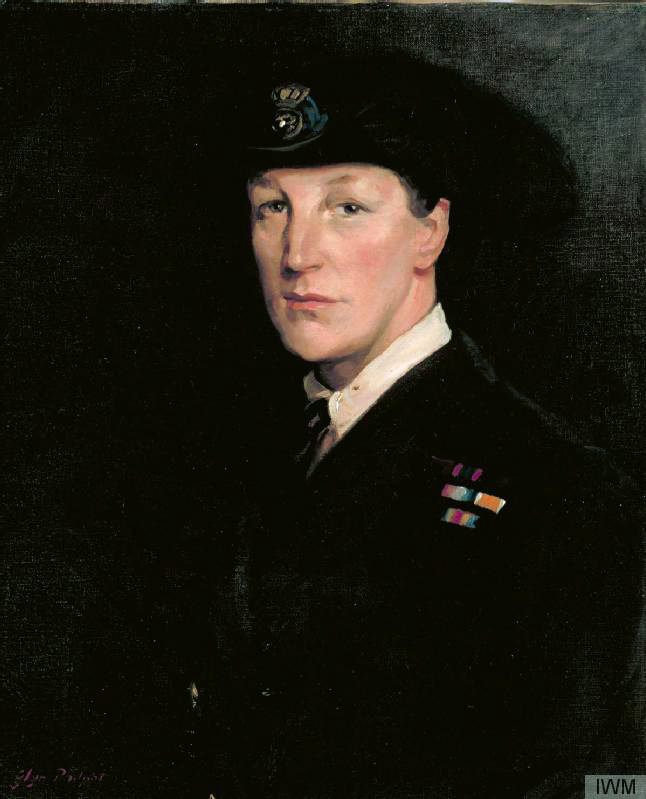
Катарина Фёрс — дочь
(художник Глин Филпот)

После возвращения на родину Симондс 10 ноября 1864 года в Гастингсе женился на Джанет Кэтрин Норт (англ. Janet Catherine North; 1837—1913), младшей сестре художницы Марианны Норт. Они встретились в Швейцарии и были помолвлены в Альпах, а после свадьбы жили в британской столице. В этом браке родились четыре дочери, в том числе Мадж Вон (англ. Madge Vaughan, 1869—1925; известна своими близкими отношениями с Вирджинией Вулф) и Катарина Фёрс (1875—1952; во время Первой мировой войны создала и возглавила Женскую службу ВМС). Непростые отношения Симондса с супругой легли в основу рассказа Генри Джемса The Author of Beltraffio (1884).
Симондс намеревался продолжить образование, но слабое здоровье ему не позволило, поэтому он вернулся в Клифтон, где преподавал как в колледже, так и в женских школах. В эти годы написал работу о Данте (1872) и исследование греческих поэтов (1873–1876), а также скандальное для своего времени эссе о «греческой любви», которое было опубликовано только 10 лет спустя в десяти экземплярах для распространения в кругу избранных. Другая работа в защиту «уранизма» (однополого влечения) — «Солдатская любовь» — сохранилась только в немецком переводе (Soldatenliebe, 1896).
В 1868 году в Клифтоне писатель встретил Нормана Мура — 17-летнего школьника, который хотел поступить в Оксфорд и стать его учеником; их платоническая связь длилась четыре года. Вместе они посетили Италию и Швейцарию. В это время влюблённый Симондс писал стихи, увидевшие свет в 1880 году («Новые и старые: сборник стихов»). Поэзию Симондса принято относить к «уранической школе».
Одновременно Симондс работал над своим главным трудом «Возрождение в Италии», который увидел свет в 7-ми томах с 1875 по 1886 год. Ренессанс на время стал главной темой творчества Симондса. Прозаические и исторические работы он часто писал взволнованным, ритмичным, поэтическим языком, что сближает его с другими представителями поздневикторианского эстетизма, в особенности с Уолтером Патером. Из-за прогрессирующей болезни лёгких решил не возвращаться в Англию и обосновался в Давосe, где его здоровье пошло на поправку. Свою жизнь в Альпах и дружбу с горцами супруги Симондсы описали в мемуарной книге 1892 года (Our Life in the Swiss Highlands).
Давосский период оказался самым плодотворным в жизни Симондса. Здесь были написаны биографии Шелли (1878), Филипа Сидни (1886), Бена Джонсона (1886) и Микеланджело (1893), новые книги стихов и эссе, а также выполнен перевод автобиографии Бенвенуто Челлини (1887). Также в Давосе Симондс завершил работу над «Возрождением в Италии» и, открыв для себя публицистику Карла Ульрихса, вернулся к вопросам уранизма в статье «Одна проблема современной этики». Этот период отмечен интенсивной перепиской с другими уранистами-интеллектуалами и многолетней связью с венецианским гондольером Анджело Фузато, которому писатель посвящал раскованные стихи и подарил новую гондолу.
В последние годы жизни работал над обстоятельной автобиографией и часто живал в доме своего единомышленника Горацио Ф. Брауна на венецианской набережной Дзаттере. Внезапно умер в Риме от пневмонии (на 53-м году жизни) во время работы с психологом Эллисом над книгой о гомосексуальности (Sexual Inversion) и был погребён там же на Английском кладбище. 

## Память о Симондсе
Ознакомившись с мемуарами Симондса, Браун в 1895 году написал его биографию, из которой их общий приятель Эдмунд Госс изъял все намёки на близкие отношения с мужчинами. Позднее, в 1926 году, Госс уничтожил архив Симондса за исключением автобиографии, запретив, впрочем, её публикацию до 1984 года. Это едва ли не первая мемуарная книга, в которой автор открыто рассказывает о своих гомосексуальных привязанностях; весь текст без сокращений был опубликован (издательством Springer) только в 2016 году.
В дореволюционной России наследие Симондса пропагандировал Павел Муратов, рассыпавший немало цитат из его труда о Возрождении по страницам «Образов Италии».